# 艾卡奧達利
艾卡奧達利（Abdelhamid El Kaoutari，1990年3月17日—）是摩洛哥的職業足球運動員，司職後衛，現效力於意大利足球甲级联赛巴勒莫。

## 榮譽

### 球會
蒙彼利埃
- 法國甲組足球聯賽 (1): 2011–12

## 外部連結
- Profile on Montpellier HSC Website
- LFP Profile